# Liebe Schwester
Liebe Schwester (Arbeitstitel Erst träumst du, dann stirbst du) ist ein deutsches Melodram von Matti Geschonneck aus dem Jahr 2003 mit Anja Kling und Maja Maranow in den Rollen der von klein auf konkurrierenden Schwestern Judith und Lea. Ein Melodram, das sich bemüht, den Persönlichkeitswandel zweier Menschen angesichts des Todes darzulegen.

## Handlung
Judith Wlassek hat Brustkrebs und nur noch wenige Wochen zu leben. Sie hat sich mit ihrer karrierebewussten Schwester Lea verstritten und beschließt, zu ihr zu ziehen, um mit ihr ein klärendes Gespräch zu führen. Durch die Krankheit zynisch geworden, lässt sie Lea spüren, wie unglücklich sie ist. Judith hatte nicht einmal ihrem Ehemann Martin davon erzählt, wie schlecht es ihr geht. Angeblich würde sie ihn nicht lieben, was er ihr aber nicht glaubt. Selbst als Lea ihn informiert und er zu ihnen kommt, schickt Judith ihn wieder weg. Sie will kein Mitleid und niemand solle noch etwas von ihr erwarten. 
Leas Leben verändert sich seit Judith bei ihr ist. Die emotionslos erscheinende Anwältin entwickelt plötzlich Mitgefühl in ihrem Beruf. Das kann ihr Freund und Kollege, Klaus Stanwick, nicht so recht verstehen. Er rät ihr sogar ihre Schwester wegzuschicken, sie würde ihr Leben durcheinander bringen. Aber das ist Lea egal, sie will mit Judith ein paar Tage wegfahren, aber dazu kommt es nicht, weil Judith einen Zusammenbruch erleidet. Nachdem sie wieder etwas bei Kräften ist, ruft sie Martin an und spricht sich mit ihm aus. Lea unterrichtet indessen ihre Eltern von Judiths bevorstehendem Tod. Als sie ihre Tochter besuchen, hat sie ihnen bereits aufgeschrieben, was ihr zu ihrer Beerdigung wichtig ist. Nach einer versöhnlichen Nacht mit Martin wartet sie nicht, bis ihr Körper vollends versagt und nimmt eine Überdosis Tabletten ein.
Beruflich und privat bringt Judiths Schicksal in Leas Leben alles durcheinander. Sie hinterfragt das Urteil gegen eine Chemiefirma, die Schmerzensgeld an die Hinterbliebenen eines Chemieunfalls zu zahlen hat, aber selbst keine direkte Schuld an dem Unfall bekommt, weil sie einen Mitarbeiter und dessen Fahrlässigkeit dafür verantwortlich macht. Lea kommen daran Zweifel, denn nach Aussagen einiger Zeugen waren viele Mitarbeiter aufgrund massiver Sparmaßnahmen der Firma derart überarbeitet, dass der Unfall gar nicht zu verhindern gewesen war. So setzt sie sich für den beschuldigten Mitarbeiter ein, der seinerseits die Firma wegen fahrlässiger Tötung verklagen will.

## Hintergrund
Unter dem Arbeitstitel Erst träumst du, dann stirbst du entstanden 2002 einige Szenen des Films mit Anja Kling im Krankenhaus Ochsenzoll. Am 27. August 2002 wurde zudem für den Film im Garten eines Doppelhauses in der Straße Immenhöven gedreht, östlich der Tangstedter Landstraße, im nördlichen Teil.
Der von Network Movie im Auftrag des ZDF produzierte Film wurde beim Filmfest München uraufgeführt.

## Rezeption

### Einschaltquote
Am 6. Oktober 2003 bei seiner Fernseherstausstrahlung im ZDF wurde Liebe Schwester von insgesamt 3,94 Millionen Zuschauern gesehen und erreichte einen Marktanteil von 12,3 Prozent.

### Kritik
Tilmann P. Gangloff wertete für Kino.de und schrieb: „‚Eigentlich habe ich sie nie gemocht.‘ ‚Aber geliebt hast du sie doch‘: ein Dialog, der die ganze emotionale Bandbreite dieses Films zusammenfasst. Es geht um Lebenslügen, Familienbande und die Hassliebe unter Geschwistern. In der Regel sind es immer wieder dieselben beiden Katalysatoren, die die verschütteten Gefühle zum Vorschein bringen: Familienfeste und tödliche Krankheiten.“ „Geschonneck inszeniert das scheinbare Rührstück überraschend sachlich. Ohnehin betrachtet er ‚Liebe Schwester‘ nicht als Krebs-Film, sondern als „Film über seelische Altlasten“. Die berufliche Ebene ist der Gradmesser dafür, wie sehr sich Lea ändert. Natürlich funktioniert das nur mit Schauspielerinnen, die diese Gratwanderung der Gefühle auch souverän beherrschen; ansonsten liefe die Geschichte ständig Gefahr, in Kitsch oder Pathos zu versinken.“
Die Kritiker der Fernsehzeitschrift TV Spielfilm bewerteten das Melodram positiv, indem sie die bestmögliche Wertung (Daumen nach oben) vergaben und dazu schrieben: „Ruhig und einfühlsam erzählt Regisseur Matti Geschonneck von der schwierigen Beziehung rivalisierender Geschwister. Sehr gut gespielt, ist das Verhalten der Figuren oft schwer zu durchschauen ganz wie im Leben.“ So lautet das Gesamtfazit dann auch: „Erfreulich ernst und unsentimental“.